# Tecamachalco Sur
El Tecamachalco Sur fue un equipo de fútbol de México filial de Club Proyecto Tecamachalco. Participaba en el Grupo 1 de la Liga de Nuevos Talentos de la Segunda División de México. Jugó sus partidos de local en el Estadio Alberto Pérez Navarro, ubicado en Huixquilucan.

## Historia
El equipo nace como filial del Club Proyecto Tecamachalco en 2011. Disputó su primer partido el 13 de agosto en contra de Lobos Prepa, terminando en empate a un gol. El equipo solo existió durante una temporada y jugó su último partido ante Club América Coapa el 21 de abril de 2012, con el resultado a favor de las "Águilas" por marcador de 0-5.